# Tony Awards 1956
Die Verleihung der 10. Tony Awards 1956 (10th Annual Tony Awards) fand am 1. April 1956 im Grand Ballroom des Plaza Hotel in New York City statt und wurde erstmals live im Fernsehen auf Channel 5 des DuMont Television Network übertragen. Moderatoren der Veranstaltung waren Jack Carter und Helen Hayes. Ausgezeichnet wurden Theaterstücke und Musicals der Saison 1955/56, die am Broadway ihre Erstaufführung hatten. Zum ersten Mal in der Geschichte der Tony Awards wurden die Nominierten bereits vor der Preisverleihung bekannt gegeben.

## Hintergrund
Die Antoinette Perry Awards for Excellence in Theatre, oder besser bekannt als Tony Awards, werden seit 1947 jährlich in zahlreichen Kategorien für herausragende Leistungen bei Broadway-Produktionen und -Aufführungen der letzten Theatersaison vergeben. Zusätzlich werden verschiedene Sonderpreise, z. B. der Regional Theatre Tony Award, verliehen. Benannt ist die Auszeichnung nach Antoinette Perry. Sie war 1940 Mitbegründerin des wiederbelebten und überarbeiteten American Theatre Wing (ATW). Die Preise wurden nach ihrem Tod im Jahr 1946 vom ATW zu ihrem Gedenken gestiftet und werden bei einer jährlichen Zeremonie in New York City überreicht.

## Gewinner und Nominierte

### Künstlerische Produktion
| Kategorie                       | Preisträger                                                                                    | Theaterstück bzw. Musical | Nominierungen |
| Bestes Theaterstück             | Frances Goodrich und Albert Hackett                                                            | The Diary of Anne Frank   | - Bus Stop von William Inge. Produziert von Robert Whitehead und Roger L. Stevens - Cat on a Hot Tin Roof von Tennessee Williams. Produziert von The Playwrights’ Company - Tiger at the Gates von Jean Giraudoux, adaptiert von Christopher Fry. Produziert von Robert L. Joseph, The Playwrights’ Company und Henry M. Margolis - The Chalk Garden von Enid Bagnold. Produziert von Irene Mayer Selznick |
| Bestes Musical                  | George Abbot und Douglass Wallop. Musik von Richard Adler und Jerry Ross                       | Damn Yankees              | - Pipe Dream. Buch und Liedtexte von Oscar Hammerstein II, Musik von Richard Rodgers. Produziert von Rodgers and Hammerstein. |
| Bester Produzent (Theaterstück) | Kermit Bloomgarden                                                                             | The Diary of Anne Frank   | |
| Bester Produzent (Musical)      | Frederick Brisson, Robert Griffith und Harold S. Prince in Zusammenarbeit mit Albert B. Taylor | Damn Yankees              | |

### Künstlerische Leistung
| Kategorie                            | Preisträger  | Theaterstück bzw. Musical | Nominierungen |
| Bester Hauptdarsteller Theaterstück  | Paul Muni    | Inherit the Wind          | - Ben Gazzara in A Hatful of Rain - Boris Karloff in The Lark - Michael Redgrave in Tiger at the Gates - Edward G. Robinson in Middle of the Night                                                   |
| Beste Hauptdarstellerin Theaterstück | Julie Harris | The Lark                  | - Barbara Bel Geddes in Cat on a Hot Tin Roof - Gladys Cooper in The Chalk Garden - Ruth Gordon in The Matchmaker - Siobhán McKenna in The Chalk Garden - Susan Strasberg in The Diary of Anne Frank |
| Bester Hauptdarsteller Musical       | Ray Walston  | Damn Yankees              | - Stephen Douglass in Damn Yankees - William Johnson in Pipe Dream |
| Beste Hauptdarstellerin Musical      | Gwen Verdon  | Damn Yankees              | - Carol Channing in The Vamp - Nancy Walker in Phoenix '55 |
| Bester Nebendarsteller Theaterstück  | Ed Begley    | Inherit the Wind          | - Anthony Franciosa in A Hatful of Rain - Andy Griffith in No Time for Sergeants - Anthony Quayle in Tamburlaine the Great - Fritz Weaver in The Chalk Garden                                        |
| Beste Nebendarstellerin Theaterstück | Una Merkel   | The Ponder Heart          | - Diane Cilento in Tiger at the Gates - Anne Jackson in Middle of the Night - Elaine Stritch in Bus Stop                                                                                             |
| Bester Nebendarsteller Musical       | Russ Brown   | Damn Yankees              | - Mike Kellin in Pipe Dream - Will Mahoney in Finian's Rainbow - Scott Merrill in The Threepenny Opera                                                                                               |
| Beste Nebendarstellerin Musical      | Lotte Lenya  | The Threepenny Opera      | - Rae Allen in Damn Yankees - Pat Carroll in Catch a Star! - Judy Tyler in Pipe Dream |

### Künstlerische Gestaltung
| Kategorie                         | Preisträger    | Theaterstück bzw. Musical                  | Nominierungen |
| Bestes Bühnenbild                 | Peter Larkin   | Inherit the Wind und No Time for Sergeants | - Boris Aronson – The Diary of Anne Frank / Bus Stop / Once Upon a Tailor / A View from the Bridge - Ben Edwards – The Ponder Heart / Someone Waiting / The Honeys - Jo Mielziner – Cat on a Hot Tin Roof / The Lark / Middle of the Night / Pipe Dream - Raymond Sovey – The Great Sebastians                                                  |
| Beste Bühnentechnik               | Harry Green    | Middle of the Night und Damn Yankees       | - Larry Bland – Middle of the Night / The Ponder Heart / Porgy and Bess |
| Beste Choreographie               | Bob Fosse      | Damn Yankees                               | - Robert Alton – The Vamp - Boris Runanin – Phoenix '55 / Pipe Dream - Anna Sokolow – Red Roses for Me |
| Bester Dirigent und Musikdirektor | Hal Hastings   | Damn Yankees                               | - Salvatore Dell’Isola – Pipe Dream - Milton Rosenstock – The Vamp |
| Beste Kostüme                     | Alvin Colt     | Pipe Dream                                 | - Mainbocher – The Great Sebastians - Alvin Colt – The Lark / Phoenix '55 / Pipe Dream - Helene Pons – The Diary of Anne Frank / Heavenly Twins / A View from the Bridge |
| Beste Regie                       | Tyrone Guthrie | The Matchmaker                             | - Joseph Anthony – The Lark - Harold Clurman – Bus Stop / Pipe Dream / Tiger at the Gates - Tyrone Guthrie – The Matchmaker / Six Characters in Search of an Author / Tamburlaine the Great - Garson Kanin – The Diary of Anne Frank - Elia Kazan – Cat on a Hot Tin Roof - Albert Marre – The Chalk Garden - Herman Shumlin – Inherit the Wind |

### Sonderpreise (ohne Wettbewerb)
| Kategorie          | Preisträger                                    | Grund der Preisverleihung |
| Special Tony Award | City Center                                    | |
| Special Tony Award | Fourth Street Chekov Theatre                   | |
| Special Tony Award | The Shakespearewrights                         | |
| Special Tony Award | The Threepenny Opera                           | ausgezeichnete Off-Broadway-Produktion                                                                                                 |
| Special Tony Award | Theatre Collection der New York Public Library | Die Theatersammlung der New York Public Library zu ihrem fünfundzwanzigsten Jahrestag für ihre herausragenden Dienste für das Theater. |

## Statistik

### Mehrfache Nominierungen
- 9 Nominierungen: Damn Yankees und Pipe Dream
- 5 Nominierungen: The Chalk Garden, The Diary of Anne Frank, The Lark und Middle of the Night
- 4 Nominierungen: Bus Stop, Cat on a Hot Tin Roof, Inherit the Wind und Tiger at the Gates
- 3 Nominierungen:  Phoenix '55, The Ponder Heart und The Vamp
- 2 Nominierungen: The Great Sebastians, A Hatful of Rain, The Matchmaker, No Time for Sergeants, Tamburlaine the Great, The Threepenny Opera und A View from the Bridge

### Mehrfache Auszeichnungen
- 7 Gewinne: Damn Yankees
- 3 Gewinne: Inherit the Wind